# Блюм, Мануэль
Мануэль Блюм (исп. Manuel Blum; род. 26 апреля 1938, Каракас, Венесуэла) — учёный в области теории вычислительных систем, профессор по информатике в университете Карнеги — Меллон. Награждён в 1995 году премией Тьюринга за достижения в исследовании основ теории сложности вычислений и их применении в криптографии и верификации программ.

## Биография
Мануэль Блюм родился в Каракасе в семье недавних еврейских иммигрантов из Румынии; его отец был часовщиком в Черновцах. Учился в Массачусетском технологическом институте, где получил степени бакалавра и магистра по электротехнике и информатике (1959 и 1961 годы), а затем степень доктора философии по математике в 1964 году под руководством Марвина Минского. До 1999 года Блюм работал доцентом и профессором в Калифорнийском университете в Беркли. С тех пор он работает и преподаёт в университете Карнеги — Меллон. В этом же вузе работают профессорами по информатике его жена Ленор и сын Аврим. В 2018 году вместе с женой уволились из Университета Карнеги — Меллон.
В 1960-х годах Блюм разработал аксиоматическую теорию сложности вычислений, не зависящую от модели исполняющей машины, которая основывается на нумерации Гёделя. К его авторству относятся такие понятия, как схема обязательства, алгоритм выбора, алгоритм Блюм — Блюма — Шуба, криптосистема с открытым ключом Блюма — Гольдвассер, а также механизм распознавания ботов CAPTCHA.
Под его руководством многие студенты получили научную степень доктора философии и стали впоследствии знаменитыми учёными в области информатики. Среди них:
- Леонард Адлеман
- Дана Англуин
- Гари Миллер
- Шафи Гольдвассер
- Рассел Импаглиаццо

## Награды
- 1977 — Distinguished Teaching Award, UC Berkeley
- 1995 — премия Тьюринга «в дань его работам по основаниям теории сложности вычислений и её применению к криптографии и верификации программ»[7]
- 2007 — Herbert A. Simon Teaching Award[8]